# 도서관학

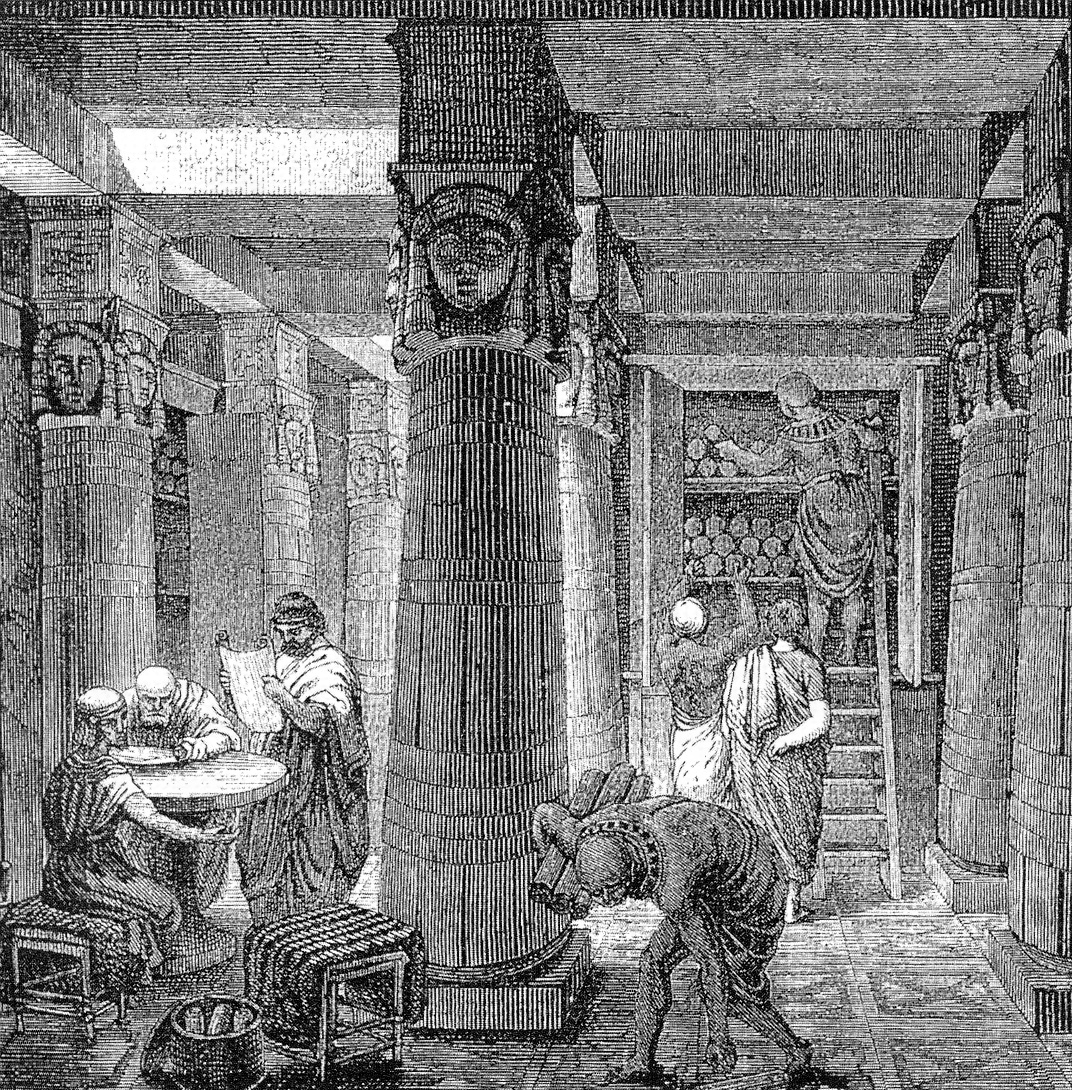
알렉산드리아 도서관

도서관학(圖書館學, library science, 라이브러리 사이언스, library studies, bibliothecography, library economy, informatics)은 경영, 정보기술, 교육, 기타 분야의 실천, 관점, 도구를 도서관에 적용하는 학제간, 다학문간 분야이다. 정보 자원의 수집, 조직, 보존, 보급을 진행한다.
역사적으로 도서관학은 기록학도 포함하였다. 여기에는 어떻게 정보 자원을 조직하여 선별된 사용자 그룹의 요구를 처리할 수 있는지, 어떻게 사람들이 분류 시스템 및 기술과 소통하는지, 어떻게 정보를 도서관 안팎의 사람들에 의해 문화를 가로질러 획득, 평가하는지, 어떻게 사람들이 도서관에서 직업을 위해 훈련, 교육을 받는지 등이 포함된다.

## 같이 보기
- 문헌정보학